# Wendell Corey
Wendell Corey (ur. 20 marca 1914, zm. 8 listopada 1968) – amerykański aktor i polityk.

## Filmografia
seriale
- 1948: Studio One jako dr Cory
- 1954: Climax! jako Lou Gehrig / porucznik Erich Ganz
- 1959: Nietykalni jako Willard Thornton
- 1962: The Eleventh Hour jako dr Theodore Bassett
- 1964: Prawo Burke’a jako Milo Morgan
- 1965: The Wild Wild West jako Cullen Dane

film
- 1947: Desert Fury jako Johnny Ryan
- 1948: Przepraszam, pomyłka jako dr Alexander
- 1950: The Furies jako Rip Darrow
- 1954: Okno na podwórze jako porucznik Thomas J. Doyle
- 1964: Blood on the Arrow jako Clint Mailer
- 1967: Red Tomahawk jako Sy Elkins
- 1968: The Star Maker

## Wyróżnienia
Ma swoją gwiazdę w Hollywoodzkiej Alei Gwiazd.